# Píxide (litúrgia)

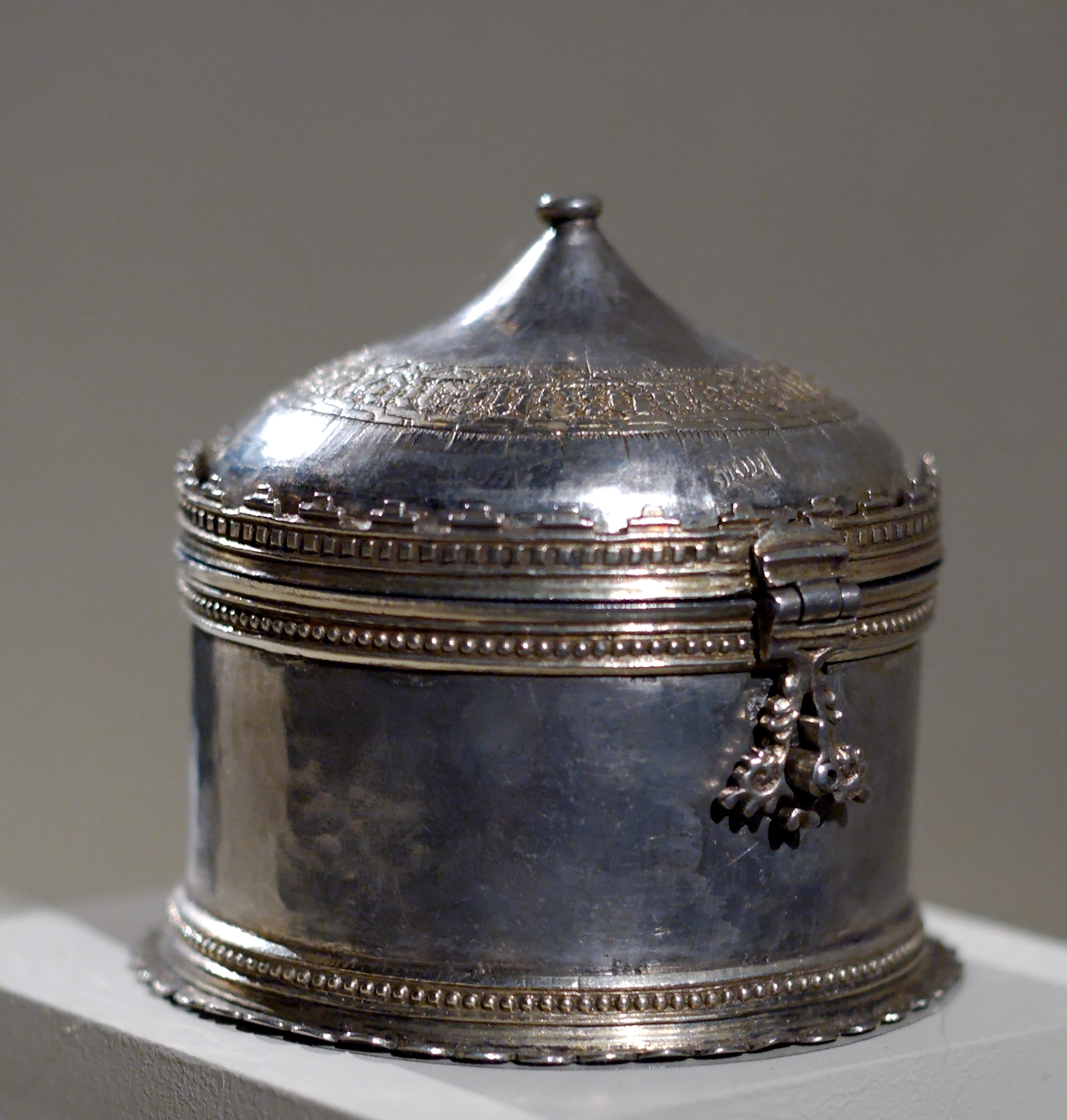
Píxide de plata daurada (8 x 8,5 cm.) de fabricació aquitana o espanyola en el segle XV.

Un Píxide es, segons la Reial Acadèmia Espanyola al recipient petit, amb forma de pot o caixa, utilitzat per institucions cristianes com instrument de la litúrgia eucarística.
La paraula procedeix del llatí: pyxis, que al seu torn va tenir el seu origen en el terme grec, πυξίς (capseta) i que a la Grècia Clàssica donava nom al recipient conegut com «pixis o píxide», usat per a guardar cosmètics (afaitis, pomades) o adorns (joies, granadures).

## Història
A l'antiguitat es va desenvolupar a Orient el costum de suspendre un recipient en forma de colom (grec: peristerion, llatí: peristerium) sobre l'altar, que s'utilitzava com a dipòsit del Santíssim Sagrament. Aquest costum és esmentat per Gregori de Tours a la seva Vida de Sant Basili, i en diversos documents francesos antics. El costum probablement va arribar a França des d'Orient; no sembla haver existit mai a Itàlia.
Encara es poden trobar exemples d'aquesta pràctica en ús avui dia; per exemple, a la catedral de la Dormició de Moscou.